# Boden (Gemeinde in Schweden)
Koordinaten: 65° 50′ N, 21° 41′ O

Boden ist eine Gemeinde (schwedisch kommun) in der nordschwedischen Provinz Norrbottens län und der historischen Provinz Norrbotten. Der Hauptort der Gemeinde ist Boden.

## Geographie
Das Gebiet der Gemeinde Boden, das sich etwa 100 Kilometer längs des Luleälvens erstreckt, ist ein ausgeprägtes Hügelland mit zahlreichen Seen und Feuchtgebieten. Das Gemeindegebiet wird auch vom etwa 30 Kilometer nordöstlich zum Luleälven parallel verlaufenden Råneälven durchzogen. Ca. 75 % der Gemeindefläche sind von Wald bedeckt.
Das Tal des Luleälven ist eine alte Kulturlandschaft mit Dörfern und Weilern aus dem 16. Jahrhundert. Hauptort ist Boden im Süden der Gemeinde, weitere Ortschaften (schwedisch tätorter) sind Bodträskfors, Gunnarsbyn, Harads, Svartlå, Sävast, Unbyn und Vittjärv.

## Wirtschaft
Boden ist eine ausgesprochene Dienstleistungsgemeinde. Mehr als 80 Prozent der Erwerbstätigen sind im tertiären Sektor beschäftigt und nur 4,5 Prozent im produktiven Gewerbe. Die größten Arbeitgeber (abgesehen von der Gemeinde) sind die schwedischen Verteidigungskräfte (mit einer Reihe von Verbänden), die Schwedische Eisenbahn und der Provinziallandtag.

## Partnerstädte
- Alta
- Uleåborg
- Apatity